# Jurij Dudariew
Jurij Władimirowicz Dudariew (ros. Юрий Владимирович Дударев, ur. 13 lutego 1970) – rosyjski skoczek narciarski. Olimpijczyk (1992), dwukrotny uczestnik mistrzostw świata juniorów (1986 i 1987).

## Biografia
W latach 1986–1991 reprezentował Związek Radziecki, w sezonie zimowym 1991/1992 Wspólnotę Niepodległych Państw, a od lata 1992 Rosję.
W swojej karierze trzykrotnie startował w zawodach indywidualnych Pucharu Świata – 14 stycznia 1989 w Libercu był 70., dzień później w Harrachovie zajął 82. pozycję, a 8 marca 1989 w Örnsköldsvik uplasował się na 59. miejscu. 28 marca 1992 w Planicy wystartował również w konkursie drużynowym, zajmując ze Wspólnotą Niepodległych Państw 12. pozycję.
Dwukrotnie brał udział w mistrzostwach świata juniorów – w 1986 był 30. indywidualnie, a w 1987 45. indywidualnie i 7. drużynowo.
W 1992 wystartował w zimowych igrzyskach olimpijskich rozgrywanych w Albertville, plasując się indywidualnie na 47. (skocznia duża) i 54. miejscu (obiekt normalny), a drużynowo był 11.
Zdobywał punkty Pucharu Europy (najwyżej, na 11. miejscu, był 18 lutego 1989 w Sarajewie). 15 lutego 1987 zajął drugie miejsce w międzynarodowych młodzieżowych zawodach „Przyjaźń” w Raubiczach.